# Список дипломатических миссий Южного Судана

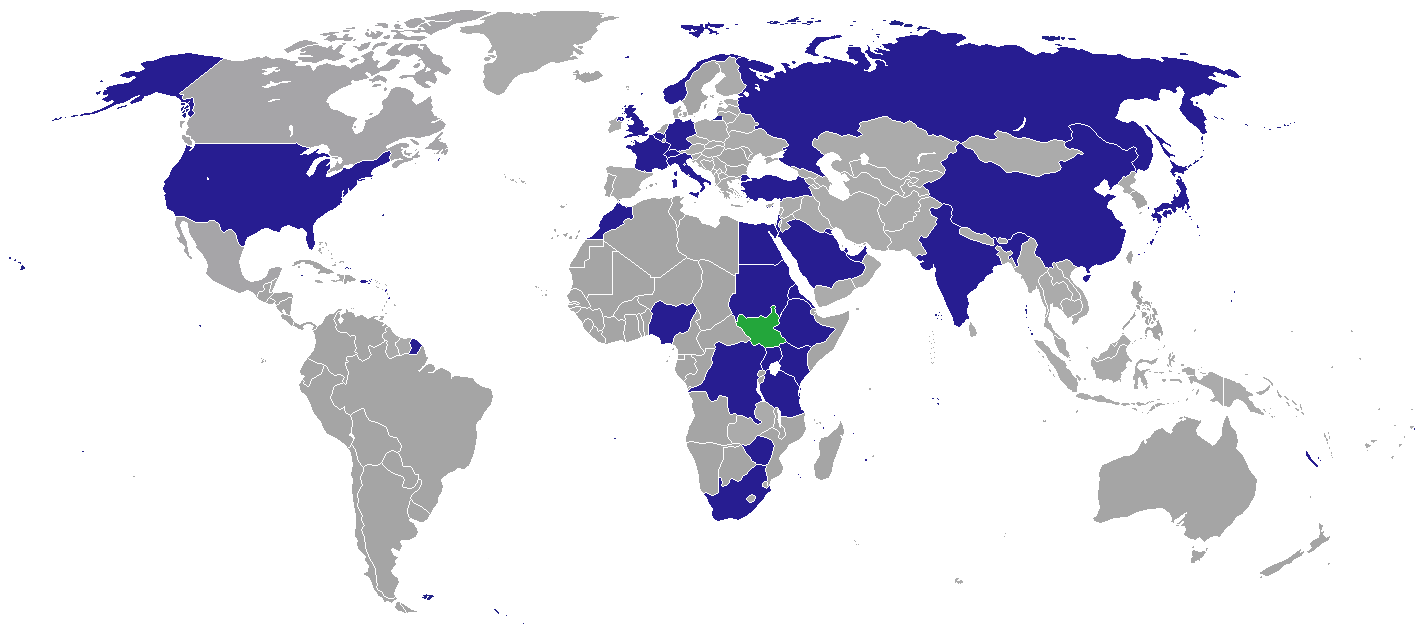
Дипломатические миссии Южного Судана

Список дипломатических миссий Южного Судана — перечень дипломатических миссий (посольств) Южного Судана в странах мира. Южный Судан планирует открыть 54 посольства. В настоящее время Южный Судан за рубежом в основном представлен представительствами по связям, которые в будущем будут преобразованы в посольства.

## Европа
- Бельгия
  - Брюссель (представительство в Бельгии и при ЕС)
- Великобритания
  - Лондон (посольство)[3]
- Россия
  - Москва

## Америка
- Канада
  - Оттава (представительство по связям)
- США
  - Вашингтон (посольство)

## Африка
- Египет
  - Каир (представительство по связям)
- Зимбабве
  - Хараре (представительство по связям)
- Кения
  - Найроби (посольство)[4]
- ДР Конго
  - Киншаса (представительство по связям)[5]
- Уганда
  - Кампала (представительство по связям)
- Эритрея
  - Асмэра (представительство по связям)
- Эфиопия
  - Аддис-Абеба (представительство по связям)
- ЮАР
  - Претория (представительство по связям)

## Океания
- Австралия
  - Сидней (представительство по связям)